# 1705
1705 (MDCCV) fue un año común comenzado en jueves según el calendario gregoriano.

## Acontecimientos
- 2 de febrero: en la Isla de Tenerife, tiene lugar la erupción del volcán de Arafo. Con una duración de 54 días
- 7 de febrero: en el marco de la Guerra de Sucesión Española, fuerzas franco-españolas asaltan Gibraltar.
- 9 de febrero: el rey Felipe V nombra a Luis Antonio de Belluga y Moncada obispo de la diócesis de Cartagena.
- 25 de febrero: en Hamburgo (Alemania) se estrena la ópera Nerón de George Frideric Handel.
- 4 de marzo: Luis XIV de Francia asedia Niza. El 13 de abril la conquistará.
- 24 de abril: la flota inglesa rompe el cerco de Gibraltar. El ejército franco-español debe levantar el sitio.
- 25 de abril: batalla de almansa.
- 20 de junio: en Génova, el Principado de Cataluña e Inglaterra firman un tratado de alianza para oponerse al rey Felipe V.
- 22 de agosto: en Cataluña, las tropas del Archiduque Carlos realizan el sitio de Barcelona.
- 14 de octubre: fin del sitio de Barcelona. Las tropas borbónicas ceden la villa a los aliados.
- 5 de diciembre: Carlos III convoca las Cortes en Barcelona.

### Fecha desconocida
- Virreinato del Perú: Miguel Núñez de Sanabria, presidente de la Audiencia, actúa de manera interina como virrey.
- La Colonia del Sacramento, que estaba en poder de los portugueses desde 1683, pasa nuevamente a dominio español. El gobernador portugués Veiga Cabral destruye e incendia la fortaleza. Colonia del Sacramento quedará en poder de los españoles hasta 1713, cuando volverá a los portugueses.
- En Hamburgo (Alemania) se representa la ópera Almira, de Georg Friedrich Händel.
- La Corona inglesa otorga a Isaac Newton el título de Sir.

## Nacimientos
- 24 de enero: Farinelli, cantante castrato italiano (f. 1782).
- 22 de febrero: Peter Artedi, naturalista sueco, padre de la ictiología (f. 1735).
- 31 de octubre: Clemente XIV, papa italiano (f. 1774).

Fecha desconocida
- Karim Jan, rey iraní (f. 1779).

## Fallecimientos
- 12 de enero: Luca Giordano (70), pintor barroco napolitano (n. 1634).
- 17 de enero: John Ray, naturalista inglés (n. 1627).
- 5 de mayo: Leopoldo I de Habsburgo (n. 1640).
- 9 de junio: Fadrique Álvarez de Toledo y Ponce de León, hombre de estado español (n. 1635).
- 29 de junio: Juan Tomás Enríquez de Cabrera, almirante español (n. 1646).
- 16 de agosto: Jakob Bernoulli, matemático suizo (n. 1654).
- 30 de noviembre: Catalina de Braganza, esposa de Carlos II de Inglaterra.